# Sonerila daalenii
Sonerila daalenii är en tvåhjärtbladig växtart som beskrevs av Reinier Cornelis Bakhuizen van den Brink. Sonerila daalenii ingår i släktet Sonerila och familjen Melastomataceae. Inga underarter finns listade i Catalogue of Life.